# Vila Friedricha Petschka
Vila Friedricha Petschka je reprezentační vila postavená ve 20. letech 20. století v Praze-Bubenči ve slohu inspirovaném francouzským klasicizujícím barokem. Stavebníkem vily byl Friedrich Petschek, člen úspěšné bankéřské rodiny Petschků, která roku 1920 založila bankovní dům Petschek a spol. Od roku 1945 ve vile sídlilo Velvyslanectví Sovětského svazu, poté Velvyslanectví Ruské federace.

## Historie
Bývalá rezidence Friedricha Petschka se nachází na náměstí Borise Němcova (dříve Pod Kaštany) jižně od Královské Obory. Pozemek původní viniční usedlosti Miseronka koupil Friedrich Petschek (1890–1940) ve 20. letech 20. století a nechal zde postavit vilu navrženou architektem Maxem Spielmannem a vystavěnou stavitelem Matějem Blechou. Již v roce 1927 však vilu přenechal jinému významnému bankéři Georgu Popperovi a od 18. února 1931 bydlel ve vile čp. 473 Pod Kaštany 19 (Blochova vila). Odtud roku 1938 před nástupem nacismu emigroval, zemřel o dva roky později v Buenos Aires v Argentině.

### Po roce 1938
Rodina Popperova zde žila až do roku 1938, kdy emigrovala do Londýna. Po skončení války prezident Eduard Beneš rozhodl dekretem darovat rozsáhlou nemovitost včetně vybavení vily Sovětskému svazu.
O nemovitost byl mezi rodinou Popperových a Českou republikou veden soudní spor.